# Bahnhof Reitzenhain
Der Bahnhof Reitzenhain war eine als Bahnhof klassifizierte Betriebsstelle der Bahnstrecke Reitzenhain–Flöha und der hier anschließenden Strecke nach Chomutov. Er liegt auf dem Gebiet des Ortsteils Reitzenhain der Stadt Marienberg in Sachsen. Reitzenhain war seit seiner Eröffnung im Jahr 1875 bis in die 1960er Jahre Grenzbahnhof zu Österreich bzw. dessen Nachfolgestaat Tschechoslowakei. Nach Stilllegung der Strecke Reitzenhain–Marienberg im Jahr 1998 wurden die verbliebenen Gleisanlagen im Jahr 2013 demontiert.

## Geschichte

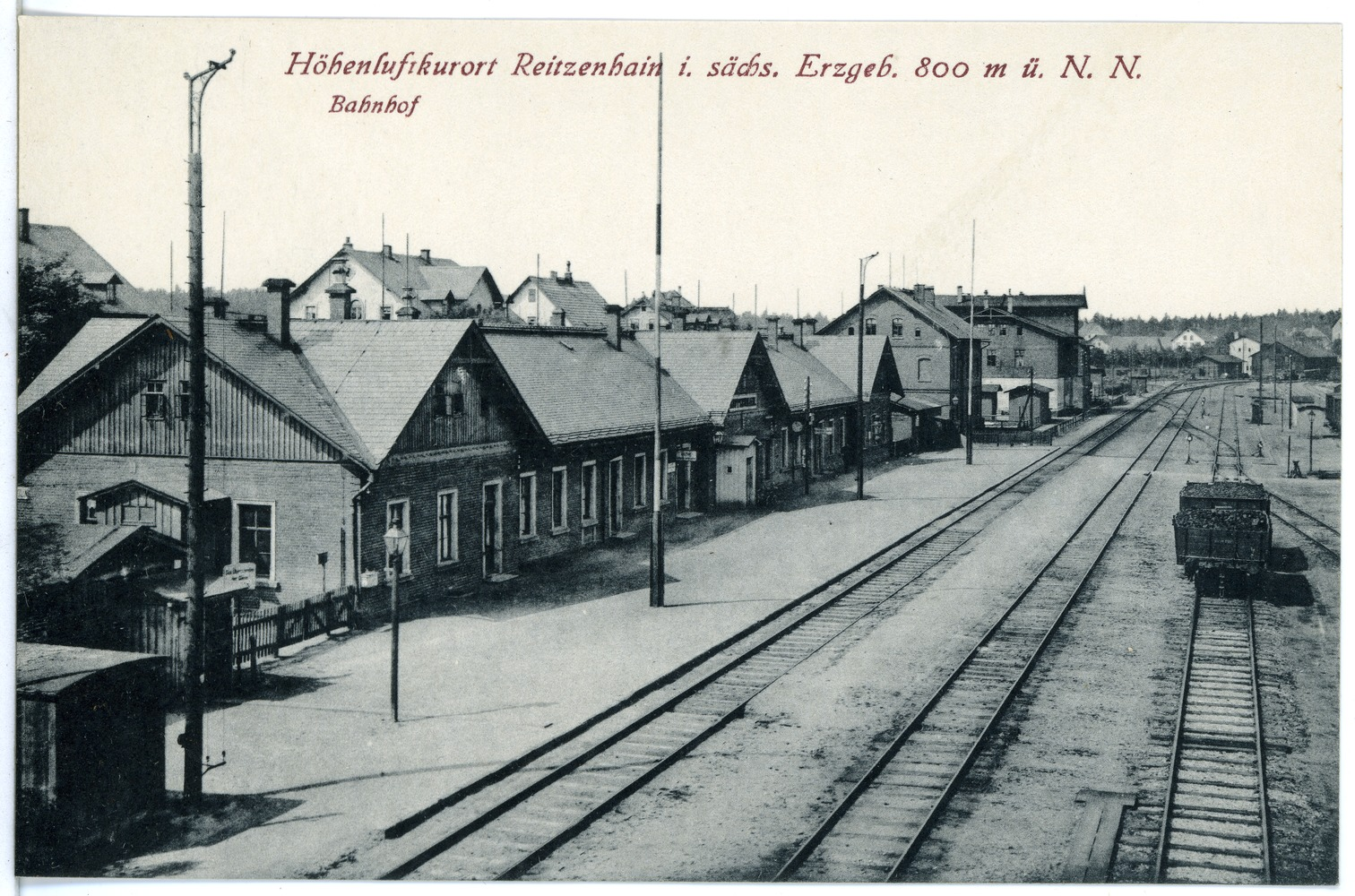
Blick auf einen Teil der Gleisanlagen (1918)

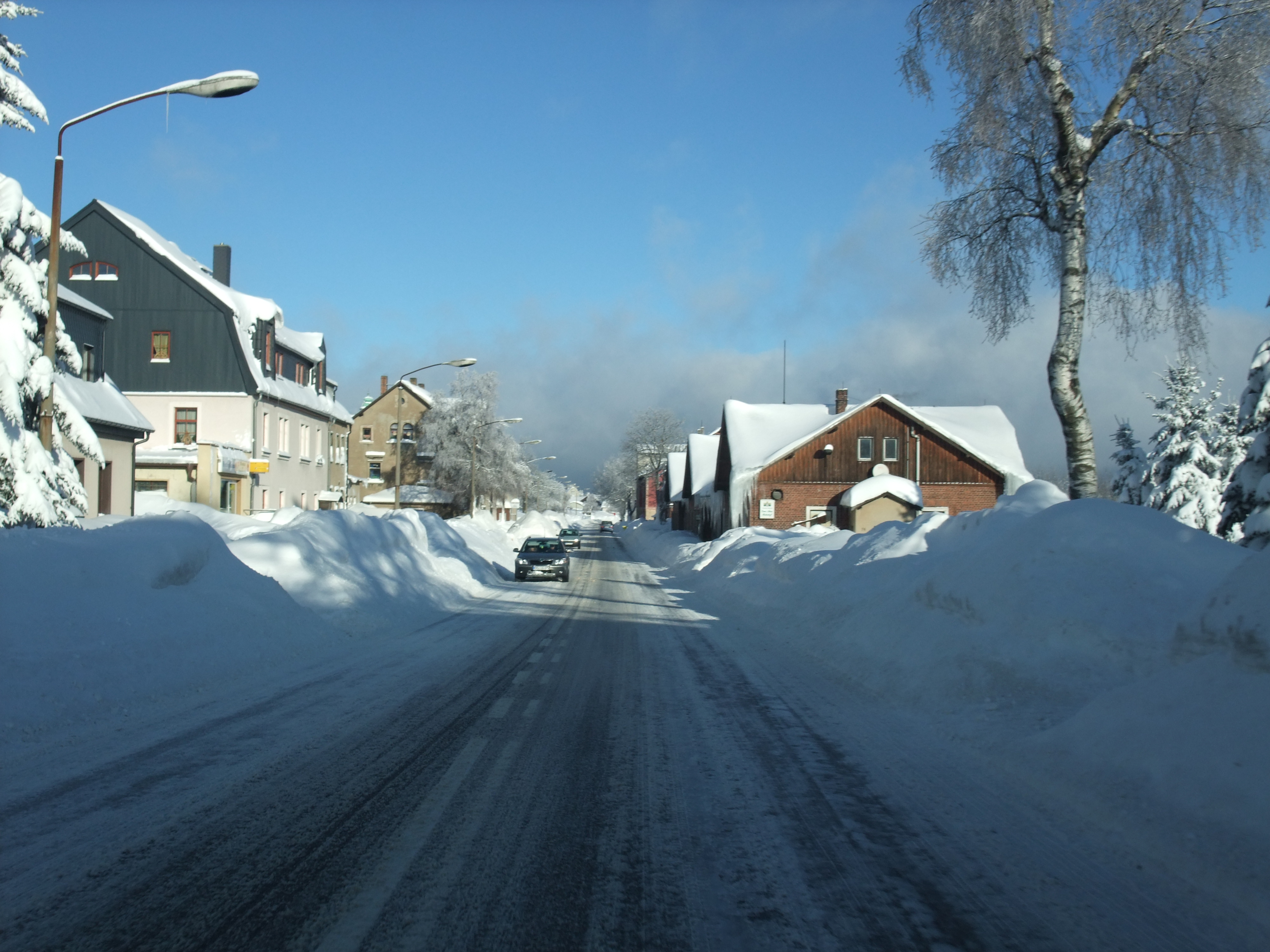
Bahnhof Reitzenhain, Straßenseite im Winter 2010

Der Bahnhof Reitzenhain besteht seit der Streckeneröffnung am 12. Juli 1875. Er war von Anfang an als Grenzbahnhof zwischen Sachsen und Böhmen konzipiert. In seiner größten Ausdehnung vor 1945 besaß der Bahnhof sechs Haupt- und zehn Nebengleise mit insgesamt 33 Weichen. Eine Drehscheibe an Gleis 1 diente zum Drehen von Schlepptenderlokomotiven.
Die Buschtěhrader Eisenbahn (BEB) bzw. später die Tschechoslowakischen Staatsbahnen (ČSD) besaßen für die Anlagen ein Mitnutzungsrecht auf Pachtbasis. Auf der „böhmischen“ Seite des Bahnhofes errichtete die BEB ein eigenes Beamtenwohnhaus und eine kleine Lokomotiveinsatzstelle.
Eine erste grundlegende Veränderung im Betrieb des Bahnhofs trat mit der Angliederung des Sudetenlandes an Deutschland am 1. Oktober 1938 ein. Mit der nicht mehr existenten Staatsgrenze verlor der Bahnhof somit auch den Status als Grenzbahnhof. Mussten die Reisenden zunächst noch umsteigen, gab es später auch direkte Zugläufe von Chemnitz bis Krima und Komotau. Im Fahrplan von 1939 ist auch ein Eilzugpaar von Chemnitz nach Komotau mit Verkehrshalt in Reitzenhain verzeichnet.
Eine Zäsur war das Ende des Zweiten Weltkrieges und die folgende Wiedererrichtung des Staates Tschechoslowakei. Noch 1945 wurde ein Teil der Bahnhofsgleise als Reparationsleistung für die Sowjetunion demontiert. Die ČSD bediente den Bahnhof Reitzenhain noch bis 1948 mit einem Reisezugpaar, dann kam sämtlicher grenzüberschreitender Verkehr zum Erliegen. Fortan diente Reitzenhain nur noch dem deutschen Binnenverkehr, obwohl der Bahnhof noch bis in die 1960er Jahre offiziell als Grenzbahnhof geführt wurde. Im Jahr 1962 waren 18 Eisenbahner im Bahnhof beschäftigt.
Als am 1. Oktober 1978 der Reiseverkehr nach Reitzenhain eingestellt wurde, kam es zu einem weiteren Bedeutungsverlust. Fortan diente der Bahnhof nur noch dem Güterverkehr. Neben den Anschließern im Bahnhofsgelände wurde von Reitzenhain aus auch der Anschluss des Torfwerkes am Kilometer 3,390 bedient. Diese Verkehre endeten erst am 8. Januar 1994 mit der generellen Einstellung des Güterverkehrs auf der Strecke Marienberg–Reitzenhain.
Im Jahr 2001 ließ die Deutsche Bahn alle Nebengleise entfernen. Die Eisenbahn-Handelsgesellschaft mbH & Co. KG demontierte 2013 im Auftrag der Stadt Marienberg die noch verbliebenen Gleise 1 und 2, um auf der Trasse einen Radweg einrichten zu können.